# Davis Guggenheim
Pour les articles homonymes, voir Guggenheim.
Davis Guggenheim (né le 3 novembre 1963 à Saint-Louis) est un réalisateur et producteur américain. Il remporte l'Oscar du meilleur film documentaire en 2007 pour Une vérité qui dérange.

## Biographie
Il est marié avec l'actrice Elisabeth Shue depuis 1994. Ils travaillent ensemble sur le tournage de Gracie en 2007. Ils ont trois enfants.

## Filmographie

### Réalisateur

#### Cinéma
- 2000 : Fausses Rumeurs
- 2006 : Une vérité qui dérange (documentaire)
- 2007 : Gracie
- 2008 : It Might Get Loud (documentaire)
- 2010 : Waiting for Superman (documentaire)
- 2011 : From the Sky Down (documentaire)
- 2015 : Il m'a appelée Malala (documentaire)
- 2023 : Still: A Michael J. Fox Movie (documentaire)
- 2025 : Deaf President Now! (documentaire, co-réalisé avec Nyle DiMarco)

#### Télévision
- 1995-1996 : New York Police Blues (3 épisodes)
- 1996 : La Vie à cinq (saison 2 épisode 13)
- 1996 : Urgences (saison 3 épisode 10)
- 1997 : Le Visiteur (saison 1 épisode 6)
- 2002 : 24 heures chrono (2 épisodes)
- 2002 : Alias (saison 1 épisode 16)
- 2003 : The Shield (saison 2 épisode 10)
- 2004 : Deadwood (4 épisodes)
- 2005 : Numbers (saison 1 épisode 2)
- 2005 : Wanted (épisode pilote)
- 2006 : The Unit : Commando d'élite (épisode pilote)
- 2009 : Melrose Place : Nouvelle Génération (épisode pilote)
- 2010 : The Defenders (2 épisodes dont le pilote)
- 2019 : Inside Bill's Brain: Decoding Bill Gates (Dans le cerveau de Bill Gates), mini-série Netflix

### Producteur

#### Cinéma
- 1991 : Panique chez les Crandell (producteur associé)
- 2001 : Training Day (producteur délégué)
- 2006 : Une vérité qui dérange (documentaire, producteur délégué)
- 2007 : Gracie
- 2008 : It Might Get Loud (documentaire)
- 2011 : From the Sky Down (documentaire)
- 2025 : Deaf President Now! de lui-même (documentaire, co-réalisé avec Nyle DiMarco)

#### Télévision
- 2004 : Deadwood (saison 1)
- 2010-2011 : The Defenders (producteur délégué)